# Gioacchino II di Brandeburgo
Gioacchino II di Hohenzollern detto l'Ettore (in tedesco Joachim II. Hector o Hektor; Cölln, 13 gennaio 1505 – Berlino, 3 gennaio 1571) fu un principe elettore di Brandeburgo appartenente alla dinastia degli Hohenzollern.

## Biografia

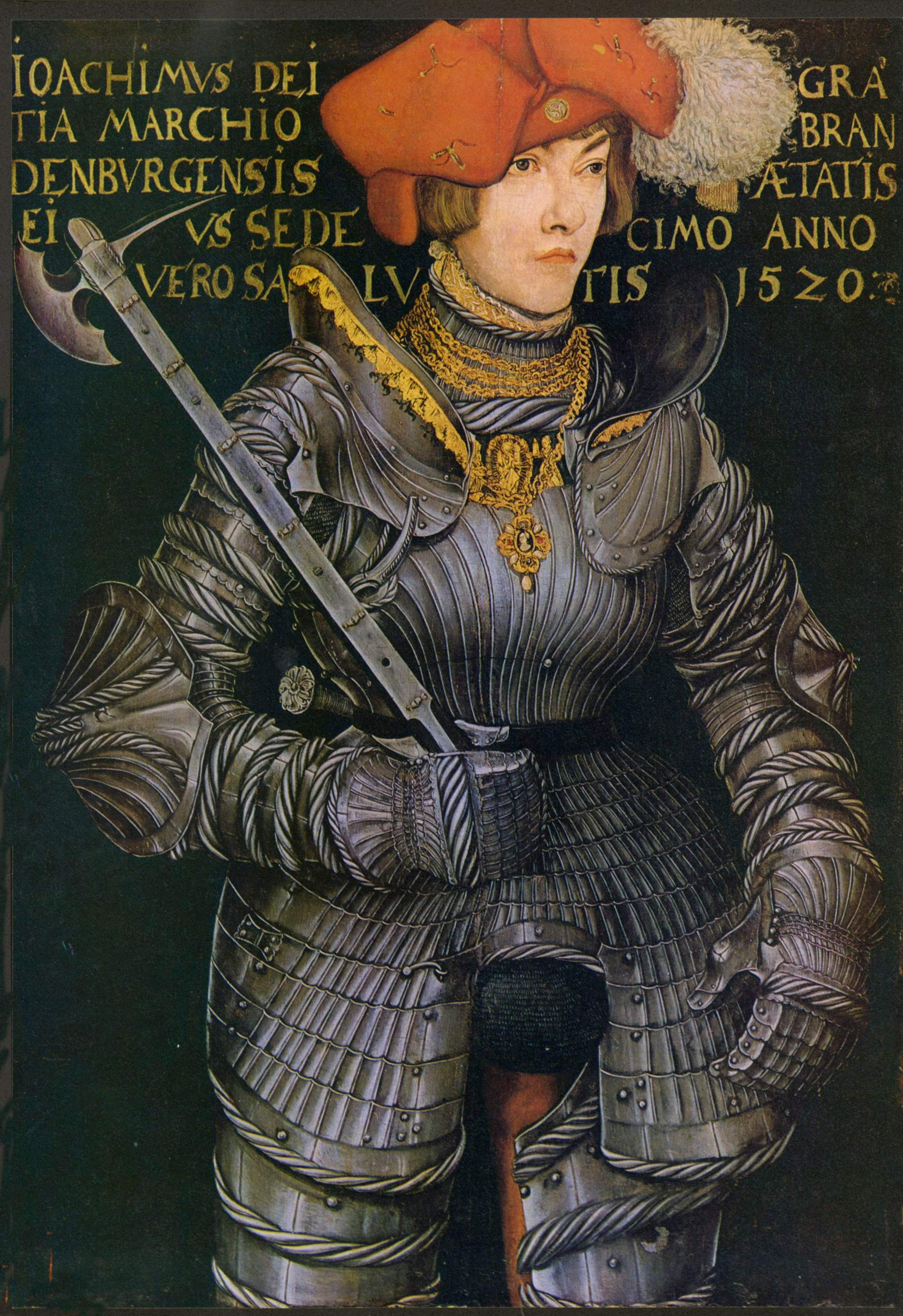
Gioacchino II da giovane, ritratto da Lucas Cranach il Vecchio

Era il figlio di Gioacchino I, e di sua moglie, Elisabetta di Danimarca.
Con la morte di suo padre, nel 1535, e del suocero Sigismondo nel 1548, Gioacchino aderì gradualmente alla Riforma protestante. Tuttavia, egli non adottò esplicitamente il luteranesimo fino al 1555, in modo da non rischiare una rottura con il suo alleato, l'imperatore Carlo V d'Asburgo.
Nel 1526 gli eserciti ungheresi furono sconfitti dalle truppe dell'Impero Ottomano nella battaglia di Mohács, e il re Luigi II morì in battaglia. Il trono vacante d'Ungheria fu rivendicato dallo zio della moglie di Gioacchino, che fu incoronato come Giovanni I d'Ungheria. Tuttavia gli Asburgo rivendicarono la corona per sé, e decisero di combattere gli eserciti turchi che avevano invaso il regno ungherese. Più tardi, nel 1542, Gioacchino assisté il fratello dell'imperatore, Ferdinando I, nella lotta contro gli ottomani durante l'assedio di Buda. L'elettore ebbe il comando di un esercito di truppe austriache, ungherese, tedesche, boeme, italiane e dalmate, ma, non essendo uno stratega esperto, fu costretto alla fine a battere in ritirata. La sconfitta da parte degli ottomani coincise con l'assedio di Pest del 1542.
Nel 1569 ottenne dalla Polonia l'investitura su parte del ducato di Prussia, che era stato fino ad un anno prima patrimonio di Alberto di Brandeburgo (1490-1568, terzogenito di Federico il Vecchio), ultimo Gran Maestro dell'Ordine Teutonico sorto nel 1191 e ancora oggi esistente nella forma di ordine ecclesiastico e ospedaliero.

## Matrimoni

### Primo matrimonio
Sposò, il 6 novembre 1524, Maddalena di Sassonia, figlia di Giorgio di Sassonia e Barbara Jagellona. Ebbero sette figli:
- Giovanni Giorgio (1525-1598);
- Barbara (1527-1595), sposò Giorgio II di Legnica, non ebbero figli;
- Elisabetta (1° aprile 1528 - 20 agosto 1529);
- Federico (1530-1552), arcivescovo di Magdeburgo;
- Alberto (15 febbraio 1532 - 16 febbraio 1532), gemello di Giorgio;
- Giorgio (15 febbraio 1532 - 15 febbraio 1532), gemello di Alberto;
- Paolo (4 gennaio 1534 - 4 gennaio 1534).

### Secondo matrimonio
Sposò, nel 1535, Edvige Jagellona, figlia di Sigismondo I di Polonia. Ebbero cinque figli:
- Elisabetta Maddalena (6 settembre 1537- 22 agosto 1595), sposò Francesco Ottone di Brunswick-Lüneburg, non ebbero figli;
- Sigismondo (2 dicembre 1538-14 settembre 1566), arcivescovo di Magdeburgo;
- Edvige (2 marzo 1540-21 ottobre 1602), sposò Giulio di Brunswick-Lüneburg, ebbero undici figli;
- Sofia (14 dicembre 1541-27 giugno 1564), sposò Guglielmo di Rosenberg, non ebbero figli;
- Gioacchino (1543-23 marzo 1544).

## Morte
Gioacchino morì il 3 gennaio 1571 nella sua residenza a Berlino di Schloss Köpenick, che egli aveva fatto costruire nel 1558.

## Ascendenza
|                              |                          |                                 | Genitori                          |  |  | Nonni |  |  | Bisnonni                   |  |  | Trisnonni                 |  |
|                              |                          |                                 |                                   |  |  |       |  |  | Alberto III di Brandeburgo |  |  | Federico I di Brandeburgo |  |
|                              |                          |                                 |                                   |  |  |       |  |  | Alberto III di Brandeburgo |  |  | Federico I di Brandeburgo |  |
|                              |                          | Elisabetta di Baviera-Landshut  |                                   |  |  |       |  |  | Alberto III di Brandeburgo |  |  |                           |  |
| Giovanni I di Brandeburgo    |                          |                                 |                                   |  |  |       |  |  | Alberto III di Brandeburgo |  |  |                           |  |
|                              |                          | Margherita di Baden             | Giacomo I di Baden                |  |  |       |  |  |                            |  |  |                           |  |
|                              |                          | Margherita di Baden             | Giacomo I di Baden                |  |  |       |  |  |                            |  |  |                           |  |
|                              |                          | Margherita di Baden             | Caterina di Lorena                |  |  |       |  |  |                            |  |  |                           |  |
| Gioacchino I di Brandeburgo  |                          | Margherita di Baden             |                                   |  |  |       |  |  |                            |  |  |                           |  |
|                              |                          | Guglielmo III di Sassonia       | Federico I di Sassonia            |  |  |       |  |  |                            |  |  |                           |  |
|                              |                          | Guglielmo III di Sassonia       | Federico I di Sassonia            |  |  |       |  |  |                            |  |  |                           |  |
|                              |                          | Guglielmo III di Sassonia       | Caterina di Braunschweig-Lüneburg |  |  |       |  |  |                            |  |  |                           |  |
| Margherita di Sassonia       |                          | Guglielmo III di Sassonia       |                                   |  |  |       |  |  |                            |  |  |                           |  |
|                              |                          | Anna d'Asburgo                  | Alberto II d'Asburgo              |  |  |       |  |  |                            |  |  |                           |  |
|                              |                          | Anna d'Asburgo                  | Alberto II d'Asburgo              |  |  |       |  |  |                            |  |  |                           |  |
|                              |                          | Anna d'Asburgo                  | Elisabetta di Lussemburgo         |  |  |       |  |  |                            |  |  |                           |  |
| Gioacchino II di Brandeburgo |                          | Anna d'Asburgo                  |                                   |  |  |       |  |  |                            |  |  |                           |  |
|                              | Cristiano I di Danimarca | Dietrich di Oldenburg           |                                   |  |  |       |  |  |                            |  |  |                           |  |
|                              | Cristiano I di Danimarca | Dietrich di Oldenburg           |                                   |  |  |       |  |  |                            |  |  |                           |  |
|                              | Cristiano I di Danimarca | Edvige di Schauenburg           |                                   |  |  |       |  |  |                            |  |  |                           |  |
| Giovanni di Danimarca        | Cristiano I di Danimarca |                                 |                                   |  |  |       |  |  |                            |  |  |                           |  |
|                              |                          | Dorotea di Brandeburgo-Kulmbach | Giovanni di Brandeburgo-Kulmbach  |  |  |       |  |  |                            |  |  |                           |  |
|                              |                          | Dorotea di Brandeburgo-Kulmbach | Giovanni di Brandeburgo-Kulmbach  |  |  |       |  |  |                            |  |  |                           |  |
|                              |                          | Dorotea di Brandeburgo-Kulmbach | Barbara di Sassonia-Wittenberg    |  |  |       |  |  |                            |  |  |                           |  |
| Elisabetta di Danimarca      |                          | Dorotea di Brandeburgo-Kulmbach |                                   |  |  |       |  |  |                            |  |  |                           |  |
|                              |                          | Ernesto di Sassonia             | Federico II di Sassonia           |  |  |       |  |  |                            |  |  |                           |  |
|                              |                          | Ernesto di Sassonia             | Federico II di Sassonia           |  |  |       |  |  |                            |  |  |                           |  |
|                              |                          | Ernesto di Sassonia             | Margherita d'Austria              |  |  |       |  |  |                            |  |  |                           |  |
| Cristina di Sassonia         |                          | Ernesto di Sassonia             |                                   |  |  |       |  |  |                            |  |  |                           |  |
|                              |                          | Elisabetta di Baviera           | Alberto III di Baviera            |  |  |       |  |  |                            |  |  |                           |  |
|                              |                          | Elisabetta di Baviera           | Alberto III di Baviera            |  |  |       |  |  |                            |  |  |                           |  |
|                              |                          | Elisabetta di Baviera           | Anna di Braunschweig-Grubenhagen  |  |  |       |  |  |                            |  |  |                           |  |
|                              |                          | Elisabetta di Baviera           |                                   |  |  |       |  |  |                            |  |  |                           |  |